# Irmão Lázaro
Antonio Lázaro da Silva detto Irmão Lázaro ("fratello Lázaro") (Salvador de Bahia, 4 novembre 1966 – Feira de Santana, 19 marzo 2021) è stato un cantautore, compositore e politico brasiliano.
Era noto anche semplicemente come Lázaro.

## Biografia
Irmão Lázaro iniziò l'attività musicale a 18 anni, dopo aver comprato la sua prima chitarra e imparato a suonare il basso elettrico. Militò nelle band Terceiro Mundo e Cão de Raça, per poi entrare in Olodum, diventando famoso con una canzone in inglese, I Miss Her. Dopo aver superato problemi di tossicodipendenza, Lázaro si convertì alla religione evangelica e da allora si dedicò a cantare e comporre musica gospel. Particolarmente fortunati si rivelarono quattro suoi album: Meu Mestre (500 000 copie vendute), il disco dal vivo Testemunho e Louvor (600 000 copie vendute), Vai Mudar (600 000 copie vendute) e Um Sentimento Novo (400.000 CD e 200.000 DVD venduti), anche questo live.
La sua carriera non conobbe interruzioni, neppure dopo l'entrata in politica: egli fu membro dapprima del PSC (2013-2019), poi del PL (2019-2021). Eletto Deputato federale per lo Stato di Bahia, si dimise dalla carica il 18 aprile 2016, per assumere quella di Segretario municipale per le relazioni istituzionali a Salvador de Bahia.
Irmão Lázaro è morto nel marzo del 2021, per complicazioni da COVID-19: aveva 54 anni. Era sposato con Marivânia Conceição Souza, che gli diede due figlie.

## Discografia
- 2000: Deus É fiel
- 2001: Te Agradeço Senhor
- 2004: Conte a Deus
- 2006: Meu Mestre
- 2008: Testemunho e Louvor
- 2009: Vai Mudar
- 2010: Um Sentimento Novo
- 2012: Quem Era Eu
- 2013: Entre Amigos
- 2014: O Mundo É Crazy
- 2015: Só Deus
- 2016: Vou Continuar Orando
- 2017: Filho chora e mãe não vê
- 2019: Entrega